# Шаблоны проектирования Inbox и outbox
Шаблон входящих сообщений и шаблон исходящих сообщений, известные также, как inbox pattern и outbox pattern — это два связанных шаблона, которые используются приложениями для сохранения данных (обычно в базе данных) для использования в операциях с гарантированной доставкой. Концепции входящих сообщений и исходящих сообщений используются в протоколе ActivityPub и в электронной почте.

## Шаблон входящие
Приложение получает данные, которые оно сохраняет в таблице входящих сообщений в базе данных. После сохранения данных другое приложение, процесс или служба могут прочитать данные из таблицы входящих сообщений и использовать их для выполнения операции, которую они могут повторить в случае сбоя до ее завершения.
Шаблон входящих сообщений гарантирует, что сообщение было успешно получено.

## Шаблон исходящие
Приложение сохраняет данные в таблице исходящих сообщений в базе данных. После сохранения данных другое приложение или процесс может прочитать данные из таблицы исходящих сообщений и использовать эти данные для выполнения операции, которую оно может повторить в случае сбоя до ее завершения.
Шаблон исходящих сообщений гарантирует, что сообщение было успешно отправлено.